# Albizia zimmermannii
Albizia zimmermannii är en ärtväxtart som beskrevs av Hermann August Theodor Harms. Albizia zimmermannii ingår i släktet Albizia och familjen ärtväxter. Inga underarter finns listade i Catalogue of Life.